# Station Tattenham Corner
Tattenham Corner is een spoorwegstation van National Rail in Reigate and Banstead in Engeland. Het station is eigendom van Network Rail en wordt beheerd door Southern. 

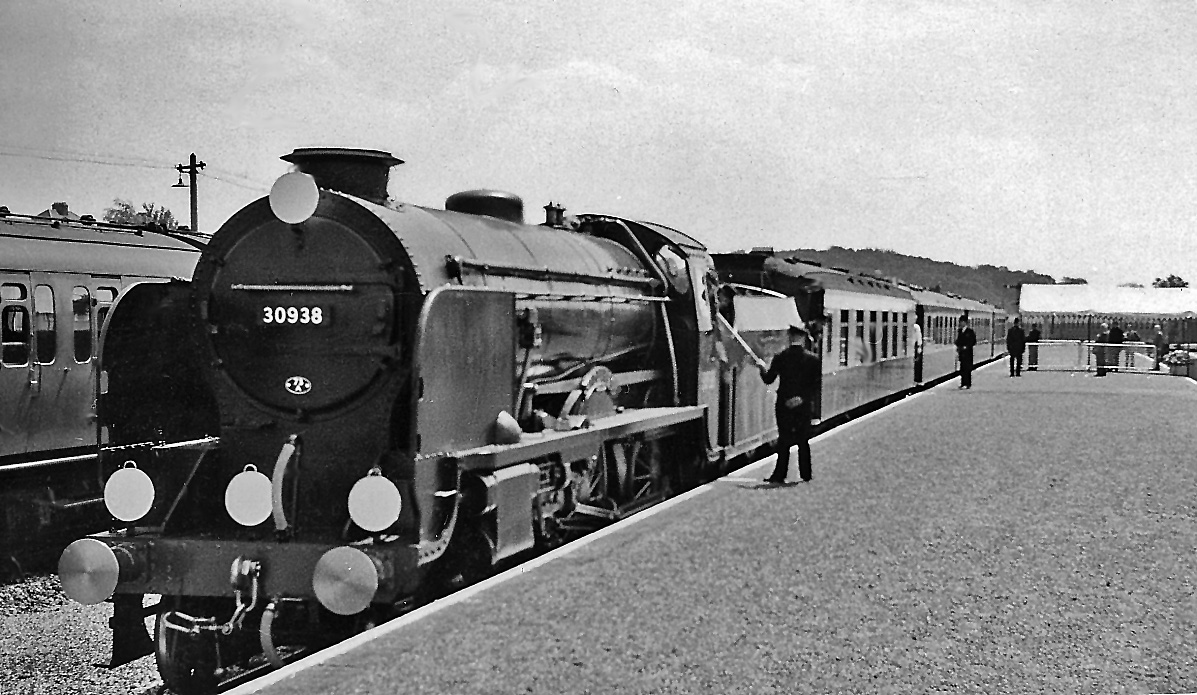
Koninklijke trein, Derby Day, 1959